# Tylophora simiana
Tylophora simiana är en oleanderväxtart som beskrevs av Rudolf Schlechter. Tylophora simiana ingår i släktet Tylophora och familjen oleanderväxter. Inga underarter finns listade i Catalogue of Life.